# Hideaway (Texas)
Hideaway es una ciudad ubicada en el condado de Smith en el estado estadounidense de Texas. En el censo de 2010 tenía una población de 3.083 habitantes y una densidad poblacional de 489,86 personas por km².

## Geografía
Hideaway se encuentra ubicada en las coordenadas 32°29′41″N 95°27′23″O / 32.49472, -95.45639. Según la Oficina del Censo de los Estados Unidos, Hideaway tiene una superficie total de 6.29 km², de la cual 5.34 km² corresponden a tierra firme y (15.23%) 0.96 km² es agua.

## Demografía
Según el censo de 2010, había 3.083 personas residiendo en Hideaway. La densidad de población era de 489,86 hab./km². De los 3.083 habitantes, Hideaway estaba compuesto por el 97.57% blancos, el 0.13% eran afroamericanos, el 0.29% eran amerindios, el 0.39% eran asiáticos, el 0.06% eran isleños del Pacífico, el 0.62% eran de otras razas y el 0.94% pertenecían a dos o más razas. Del total de la población el 2.5% eran hispanos o latinos de cualquier raza.